# Burg Lede

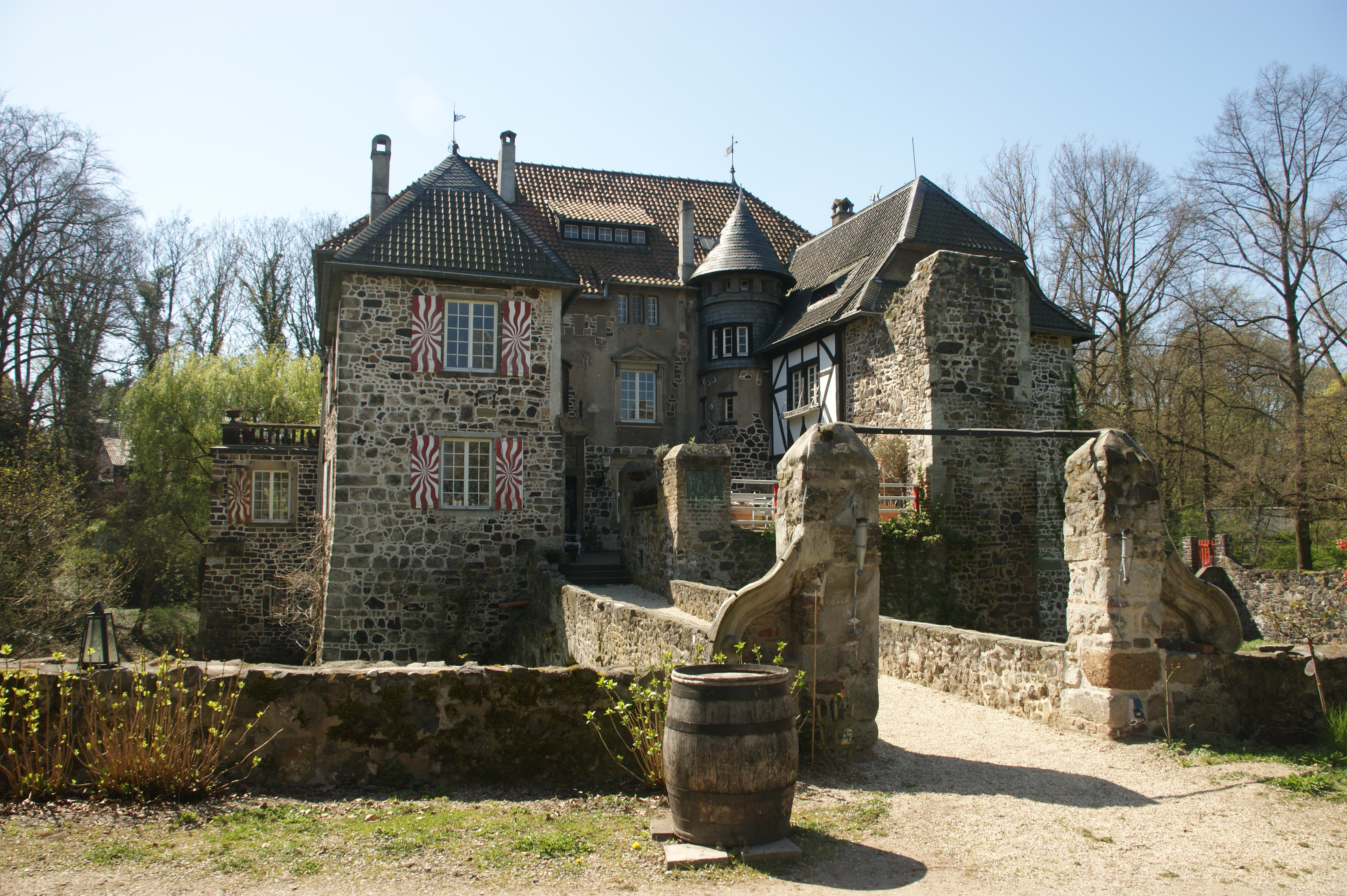
Burg Lede

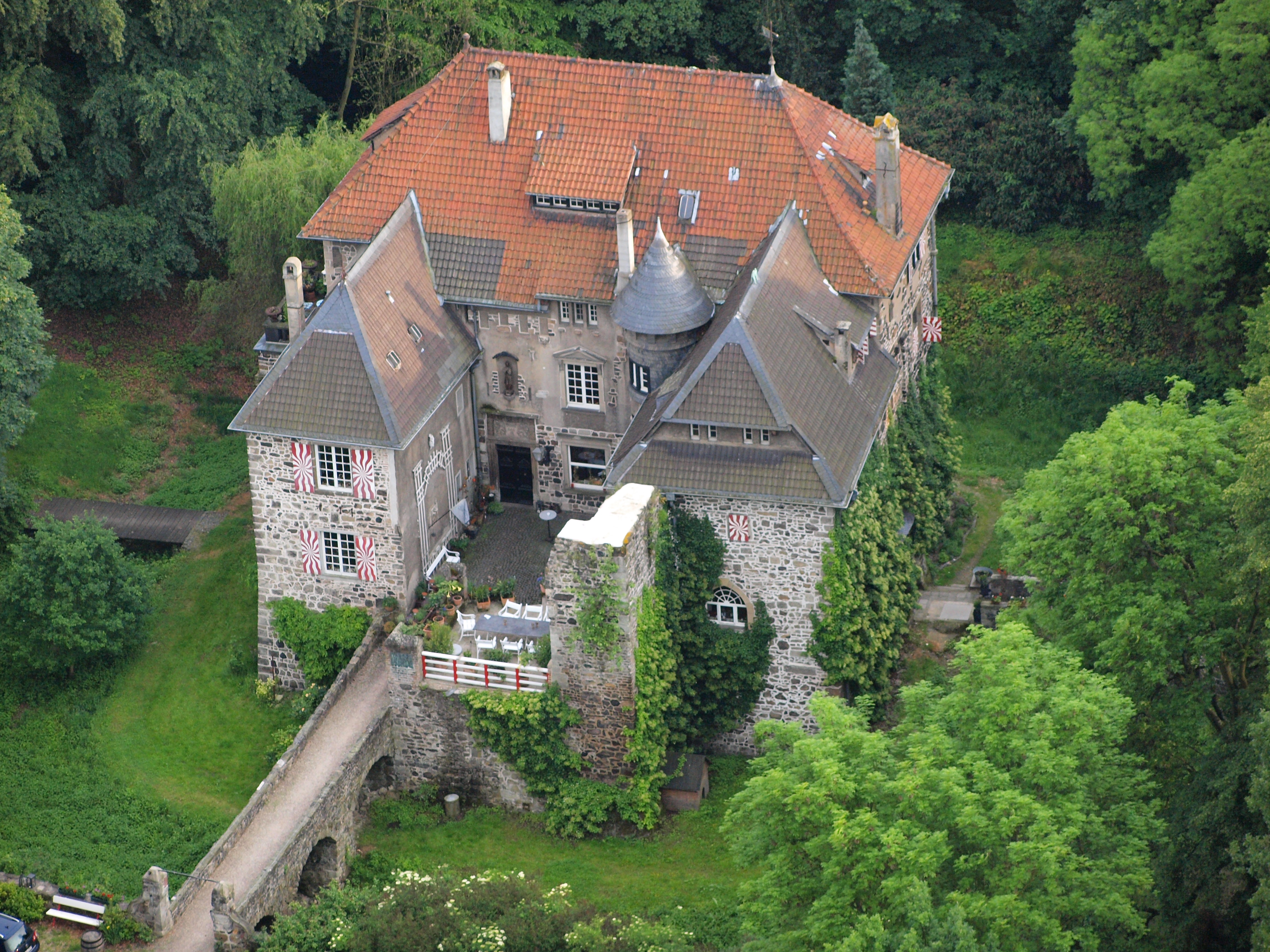
Wasserburg Lede

Die Burg Lede im Bonner Ortsteil Vilich in Nordrhein-Westfalen war ursprünglich ein romanischer Wohnturm, aus dem sich im Laufe der Zeit eine gotische Wasserburg entwickelte. Sie ist als Bau- und Bodendenkmal ausgewiesen.

## Geschichte
Die frühesten urkundlichen Erwähnungen stammen aus dem 14. Jahrhundert. 1360 wurde der ursprüngliche romanische Wohnturm von Ritter Johann Schillinck zur gotischen Burganlage ausgebaut. Im truchsessischen Krieg 1583 wurde die Burg zerstört. Das Stift Vilich kaufte 1761 die Ruine und das dazugehörige Gut. Nach der Aufhebung des Stiftes (1804) ging die Burg zunächst an das Fürstentum Nassau-Usingen, 1806 an das Großherzogtum Berg und 1815 an den preußischen Staat über, der sie 1820 an den Kölner Bankier Herstatt verkaufte. 1904 baute der Industrielle Otto Weinlig die Burg zu einem Landsitz mit Parkanlage nach englischem Vorbild und einer kleineren Gartenparterre aus. 1910 ließ er noch ein Kutscher- und Pfortenhaus errichten. 1930 gelangte die Burg über die Familie de Claer und den Direktor der Dillinger Hütte, Otto Weinlig, an die Gräfin Berghe von Trips. Nach dem Zweiten Weltkrieg diente Burg Lede den Engländern als Kommandoquartier für den Befehlshaber und späteren britischen Außenminister Lord Carrington.

## Name
Der Name Burg „Lede“ wurde erst Anfang des 20. Jahrhunderts geprägt, als der damalige Besitzer die Burg umbauen ließ. Der Name „Lede“ bezieht sich auf die Bodenbeschaffenheit und leitet sich wahrscheinlich von „Lehm“ ab. Vorher hieß die Burg „Schneckenburg“ oder „Burg Schneckenberg“.

## Heute
Der letzte Eigentümer, Freiherr von Loë, erbte die Burg 1987 von seinem Großonkel Friedrich Graf Berghe von Trips. Kurz nach dem Bezug ließ der neue Besitzer die Burg von Grund auf restaurieren. Die Burg wurde 2017 an Birgit Kulmer und Sandro Parrotta verkauft, die im Erdgeschoss eine Kunstgalerie (Parrotta Contemporary Art) eingerichtet haben.

## Besichtigung
Früher konnte ein kleiner Teil der Burg besichtigt werden. Ebenso konnten Teile der Burg für Veranstaltungen gemietet werden. Außerdem befand sich ein Weinladen in der Anlage. In den Sommermonaten stand  dem Besucher eine Außengastronomie zur Verfügung. Aktuell ist die Burg für Besucher bei Veranstaltungen des Vereins der Freunde und Förderer der Burg Lede e. V. zugänglich.

## Park
Im Park der Burg sind Gartenskulpturen, Objekte und Installationen von Künstlern, Designern, Architekten und Fotografen zu sehen.